# Китън (порнографска актриса)
Китън (на английски: Marci „Kitten“ Scott-Wilson) е американска порнографска актриса.

## Биография и творчество
Китън е родена на 12 юни 1975 г. в град Лос Анджелис, Калифорния.
Дебютира като актриса в порнографската индустрия през 1996 г., когато е на 21-годишна възраст.
В периода от 2003 до 2004 година неин съпруг е порнографският актьор Марк Дейвис.